# Камасинский язык
Камасинский язык — уснувший в XX веке язык населявших северные отроги Саянских гор камасинцев (камасов, кангаласцев, койбал, самоназвание: каӈмаджи), относившихся к группе народностей и племён под общим названием саянские самодийцы. Принадлежал к южной подгруппе самодийской группы языков уральской языковой семьи. 
Говорившие на диалекте камасинского языка койбалы (хойбал) образовывали отдельный анклав южнее основной массы камасинцев, в Саянах, в бассейнах рек Кебеж, Абакан, Туба, Оя, Амыл, Кандат, Шадат.
В начале XX века наиболее значительные материалы по камасинскому языку (в том числе и фольклорные тексты) собрал финский лингвист К. Доннер. Исследователями камасинского языка были также М. А. Кастрен, А. Я. Тугаринов. В 1963 году экспедиция Уральского университета под руководством А. К. Матвеева обнаружила в деревне Абалаково (Красноярский край) стариков, ещё помнивших камасинский язык, последняя из которых — Клавдия Плотникова, умерла в 1989 году в возрасте 96 лет. В 1960—1970 с ними работал эстонский лингвист Аго Кюннап.
Лингвистам удалось записать около 1550 слов камасинского языка. Отмечается, что в настоящее время камасинским языком владеет ряд активистов.

## Фонетика

### Согласные
|             | Губно-губные | Зубные | Пост-альвеолярные | Палатальные | Велярные | Глоттальные |
| ----------- | ------------ | ------ | ----------------- | ----------- | -------- | ----------- |
| Носовые     | m, mʲ        | n      |                   | ɲ           | ŋ        |             |
| Взрывные    | p, pʲ, b, bʲ | t, d   |                   | c           | k, kʲ, g | ʔ           |
| Аффрикаты   |              |        | [t͡ʃ]              |             |          |             |
| Фрикативы   |              | s, sʲ  | ʃ, ʃʲ             |             |          | h, hʲ       |
| Дрожащие    |              | r      |                   |             |          |             |
| Полугласные |              |        |                   | j           |          |             |
| Латеральные |              | l, lʲ  |                   |             |          |             |

|             | Губно-губные | Переднеязычные     | Палатальные | Велярные | Ларингальные |
| ----------- | ------------ | ------------------ | ----------- | -------- | ------------ |
| Носовые     | m            | n, nʲ              |             | ŋ        |              |
| Взрывные    | p, pʲ, b, bʲ | t d                |             | k, g     | ʔ            |
| Аффрикаты   |              | t͡ʃ d͡ʒ              |             |          |              |
| Фрикативы   |              | s, sʲ, z, zʲ, ʃ, ʒ |             | x, ɣ*    |              |
| Дрожащие    |              | r                  |             |          |              |
| Полугласные | w            |                    | j           |          |              |
| Латеральные |              | l, lʲ              |             |          |              |

*ɣ — аллофон g
Доннер также упоминает звук ϑ (θ)[sic] (межзубный) и звук f, который используется в заимствованиях. В камасинском языке также есть придыхание.

### Гласные
|                |                   | Передние     | Передние   | Задние | Задние |
| -------------- | ----------------- | ------------ | ---------- | ------ | ------ |
| неогубленные   | огубленные        | неогубленные | огубленные |        |        |
| Полные         | закрытые          | i            | ü          | (i̮)    | u      |
| Полные         | открытые          | e            | ö          | a      | o      |
| Полные         | (широко открытые) | (ɛ/ä)        | (ɛ/ä)      | a      | o      |
| Редуцированные | первого слога     | ĭ/ə̈          | ĭ/ə̈        | ă/ə̑    | ă/ə̑    |
| Редуцированные | непервого слога   | ə            | ə          | ə      | ə      |

## Графика
Кириллическая графика используется в ряде прикладных изданий и интернет-ресурсов по практическому изучению языка.
Орфография, используемая для камасинского языка в Викисловаре, основана на орфографии, разработанной А. Пивоваровым в его камасинско-русском словаре, с учетом камасинской фонологии, описанной Г. Клумппом (2016):
|                | Передние   | Передние   | Задние     | Задние |
| неогубленные   | огубленные | огубленные | огубленные |        |
| -------------- | ---------- | ---------- | ---------- | ------ |
| Закрытые       | и          | ӱ          | ы          | у      |
| Редуцированные | ә          |            |            | ө      |
| Средне-нижние  | е          | ӧ          | а          | о      |

- Неначальные редуцированные гласные пишутся как ә
- Не проводится различия между центральным средним гласным и ӧ

|             | Губные | Зубные | Альвеолярные | Палатальные | Велярные | Глоттальные |
| ----------- | ------ | ------ | ------------ | ----------- | -------- | ----------- |
| Взрывные    | п/б    | т/д    |              | ч/дж        | к/г      | ʼ           |
| Фрикативные |        | с/з    | ш/ж          | сь/зь       | х        |             |
| Носовые     | м      | н      |              | нь          | ӈ        |             |
| Дрожащие    |        | л/р    |              | ль          |          |             |
| Полугласные | в      |        | й            |             |          |             |

- Придыхание выражается с помощью <х> после согласного.
- Фрикативы β и ɣ пишутся как б и г соответственно.
- Сочетания -ʔC в конце слова пишутся в фонетическом варианте -ʔ (< *-t) или -ʔm (< *-p).

## Грамматика

### Имя существительное
Склонение (Кюннап)
|                  | Единственное число | Единственное число       | Множественное число | Множественное число   |
| Именительный     | джага              | река                     | джагазаӈ            | ре́ки                  |
| Родительный      | джаган             | реки́, речной             | джагазаӈән          | рек                   |
| Винительный      | джагам             | реку                     | джагазаӈәм          | (вижу) ре́ки           |
| Направительный   | джага̄нә            | к реке, по реке          | джагазаӈдә          | к рекам, по рекам     |
| Местный          | джага̄гән           | на реке, в реке          | джагазаӈгән         | на реках, в реках     |
| Исходный         | джага̄гәʼ           | от реки, с реки, из реки | джагазаӈгәʼ         | от рек, с рек, из рек |
| Инструментальный | джага̄сеʼ           | с рекой                  | джагазаӈзеʼ         | с реками              |

### Глагол[4][5]

#### Изъявительное наклонение
Структура глагола: корень – суффикс времени – личное окончание.
Суффиксы времени:
Настоящее: -ле-, -лиа- (-ля-), -ль-
Прошедшее: -бе-, -би-, -биа- (-бя-)
Будущее: -л-, -лә-, -ла-
Окончания объектного спряжения употребляются с переходными глаголами, управляющими прямым объектом (имеющими зависимое существительное или местоимение в винительном падеже).
|          | Единственное число | Единственное число | Двойственное число | Двойственное число | Множественное число | Множественное число |
| -------- | ------------------ | ------------------ | ------------------ | ------------------ | ------------------- | ------------------- |
|          | Непереходный       | Переходный         | Непереходный       | Переходный         | Непереходный        | Переходный          |
| 1-е лицо | -м                 | -м                 | -бәй               | -бәй               | -беʼ, -баʼ          | -беʼ, -баʼ          |
| 2-е лицо | -л                 | -л                 | -ләй               | -ләй               | -леʼ, -лаʼ          | -леʼ, -лаʼ          |
| 3-е лицо | -0, -й*            | -т, -дә*           | -гәй               | -дәй               | -йеʼ, -йаʼ          | -дән                |

* только в будущем времени: -л-әй, -л-дә

#### Желательное и повелительное наклонения
|                          |            | Единственное число | Единственное число | Двойственное число | Двойственное число | Множественное число | Множественное число |
| Непереходный             | Переходный | Непереходный       | Переходный         | Непереходный       | Переходный         |                     |                     |
| Желательное наклонение   | 1-е лицо   | -шти-м             | -шти-м             | -жә-бәй            | -жә-бәй            | -жә-беʼ, -жә-баʼ    | -жә-беʼ, -жә-баʼ    |
| Повелительное наклонение | 2-е лицо   | -ʼ                 | -т                 | -гә-ләй            | -гә-ләй            | -гәʼ, -гаʼ          | -гәт, -гат          |
| Повелительное наклонение | 3-е лицо   | -гә-й              | -гә-бә             | -гә-гәй            | -гә-бәй            | -гә-йе              | -гә-бән             |

#### Сослагательное наклонение
Показатель -на- также имеет фонетический вариант -не-.
|          | Единственное число | Единственное число | Двойственное число | Двойственное число | Множественное число    | Множественное число    |
| -------- | ------------------ | ------------------ | ------------------ | ------------------ | ---------------------- | ---------------------- |
|          | Непереходный       | Переходный         | Непереходный       | Переходный         | Непереходный           | Переходный             |
| 1-е лицо | -на-м-зе           | -на-м-зе           | -на-бәй-зе         | -на-бәй-зе         | -не-беʼ-зе, -на-баʼ-зе | -не-беʼ-зе, -на-баʼ-зе |
| 2-е лицо | -на-л-зе           | -на-л-зе           | -на-ләй-зе         | -на-ләй-зе         | -не-леʼ-зе, -на-лаʼ-зе | -не-леʼ-зе, -на-лаʼ-зе |
| 3-е лицо | -на-зе             | -на-т-се           | -на-гәй-зе         | -на-дәй-зе         | -не-йеʼ-зе, -на-йаʼ-зе | -на-дән-зе             |